# ブレントリー・タウンFC
ブレントリー・タウン・フットボール・クラブ（Braintree Town Football Club）はイングランド・エセックス州・ブレントリーを本拠地とするサッカークラブチームである。2018-2019シーズンはカンファレンス・ナショナル（5部相当）に所属。

## タイトル

### 国内タイトル
- カンファレンス・サウス:1回

2010-2011
- イスミアンリーグ・プレミアディヴィジョン:1回

2005-2006
- イースタンカウンティーズ・フットボールリーグ:2回

1983-1984,1984-1985
- エセックス・シニアカップ:1回

1995-1996

### 国際タイトル
- なし

## 歴代所属選手
- アンディー・イアダム 2011-2012
- ブリット・アソムバロンガ 2012
- ブラッドリー・ダック 2013
- ジョージ・エロコビ 2016
- リー・バーナード 2016-2017
- スヴェン・カリッチ 2019
- 松坂暖 2019-